# John Critchinson
John William Frank Critchinson (* 24. Dezember 1934 in East London; † 15. Dezember 2017) war ein britischer Jazzpianist und Komponist.

## Leben und Wirken
John Critchinson arbeitete Anfang der 1950er Jahre hauptberuflich als Elektriker; als Teilzeitmusiker spielte u. a. mit Ronnie Scott, Tubby Hayes, Major Holley und Jimmy Deuchar im Jazzclub The Icebox in Chippenham.  Als semiprofessioneller Musiker arbeitete er im Raum Bath, darunter zwei Jahre in der Bristoler Avon Cities Jazz Band, zog dann nach Bridport (Dorset) und schließlich nach Torquay, wo er mit eigenem Quartett im Imperial Hotel gastierte. Erst Mitte der 70er wurde er professioneller Musiker; so spielte er 1978 auf Empfehlung seines Mentors Bill Le Sage in Ronnie Scotts Quartett und gehörte ihm bis 1995 an. In dieser Zeit spielte er außerdem mit in England gastierenden Musikern wie Chet Baker, George Coleman, James Moody, Joe Henderson und Johnny Griffin. Anfang der 1980er Jahre arbeitete er mit der britischen Fusionband Morrissey-Mullen (mit Dick Morrissey, Martin Drew und Jim Mullen) und wirkte auf zwei ihrer Alben mit. 1990 spielte er auf Ronnie Scotts Album Never Pat a Burning Dog mit und in der Band von Bobby Wellins. 1995 gründete er mit Art Themen ein Quartett, dem außerdem der Bassist Dave Green und der Schlagzeuger Dave Barry angehörten. Nach Ronnie Scotts Tod 1996 bildete Critchinson die Formation Ronnie Scott Legacy mit Pat Crumly (CD Ronnie Remembered), die drei Jahre bestand und durch Großbritannien und Neuseeland tourte. 2002 gründete er eine neue Band, mit der er im Ronnie Scott’s Club konzertierte und das Album With A Song In My Heart einspielte. In dieser Zeit entstand auch ein Solo-Piano-Album (Where's the Tune, Johnny?) mit einem Programm aus weniger bekannten Jazzstandards. Ein letztes Album spielte er 2013 mit Simon Spillett ein, mit dem er bereits seit 2005 tourte (Square One).

## Diskographische Hinweise
- Summer Afternoon (Coda)
- New Night (Coda)
- First Moves (Jazz House, 1995) mit Art Themen
- With a Song In My Heart (33 Records, 2002)
- Where's the Tune, Johnny? (Trio Records, 2004) solo

## Lexikalischer Eintrag
- Richard Cook, Brian Morton: The Penguin Guide to Jazz Recordings. 8. Auflage. Penguin, London 2006, ISBN 0-14-102327-9.